# 夺煤大会战
夺煤大会战，是中国1970年代在南方九省寻找煤矿、挖掘煤炭、“扭转北煤南运”的运动。

## 历史
中国主要煤矿资源分布在北方，长期存在北煤南运问题，占用大量运力。大跃进时期，中国各地开展过“夺煤大会战”以解决能源问题，内蒙古自治区乌海市的夺煤会战建设了乌达煤田。毛泽东多次谈到北煤南运问题，要求“大力开发江南煤田，扭转北煤南运”。1969年，毛泽东再次号召“改变北煤南运”。
1970年代，全国缺乏煤炭。1970年4月10日，中华人民共和国煤炭工业部在江西萍乡矿务局召开全国煤炭工业会议，集中批判“五论”，即江南无煤论、矿井定型论、建井秩序正规论、大洋矿井技术经济合理论、浪费有理论。提出“大干三年，扭转北煤南运状况”，要求到1972年，内地煤炭基地基本建成，江南九省煤炭基本自给，力争1979年全国煤炭产量超过美国、苏联，跃居世界第一。:44江南九省指：江西、福建、湖南、湖北、广东、广西、浙江、江苏（苏南）、安徽（皖南）。

## 各省情况

### 湖北
1969年，湖北省领导人动员全省大办煤炭，先后在凤凰山、马鞍山、牛头山等处进行煤炭会战，最终仅在马鞍山获得少量煤矿。
1970年5月5日，湖北日报发表《我省第一个露天煤矿提前出煤》，报道了凤凰山开矿情况。1970年8月提交地质报告，凤凰山煤矿遂停办。
马鞍山地区原已勘探和采矿，因成本高而停办。1970年5月19日，一二五队受任查明马鞍山煤炭资源。至1971年9月提出地质报告，仅得煤炭储量0.02亿吨。马鞍山矿区于1970年开始建设。1974年后有两个矿停办。仅生产原煤27万吨。于1980年5月下马。马鞍山煤矿两次大办，耗资6000余万元，浪费巨大。

### 湖南
1975年，湖南省革委会、省军区下发《关于动员农村民兵参加夺煤会战的联合通知》，从省内抽调民兵到国营煤矿挖煤。

### 浙江
1969年12月24日至29日，浙江省革命委员会召开第十一次常委扩大会议，通过《浙江省革命委员会关于立即动员起来开展夺煤大会战的决定》，要求力争在二三年内做到浙江省煤炭基本自给，省抓重点煤矿，地、县搞“小、土、群”煤窑，在全省范围内开展为革命找煤的群众运动。12月29日，成立“浙江省革命委员会夺煤大会战指挥部”，地、县相应建立夺煤大会战指挥机构。7月25日至8月6日，浙江省革委会召开全省夺煤大会战工作会议。1970年全省年产煤炭421万吨，其中原煤219万吨。1971年，全省组织十万人上山挖煤。1972年2月，浙江夺煤大会战结束。查明长广煤田煤储量1亿余吨，其余收获较少，有长—湖煤田、江山煤田、康山煤矿等。浙江1972年建成杭长线铁路，以满足长广煤田外运需求。

### 福建
福建省重工业厅地质勘探公司煤田普查组于1966年11月在永定县瓦窑坪区普查找煤，认为应进一步勘探。1969年6月，地勘一队钻机施工的第一个钻孔见煤良好，福建省革命委员会决定打歼灭战。1970年1月组成会战队伍，1971年2月完成。先后有12台钻机，1000余人参加。共钻孔86个，探明储量0.35亿吨。

### 广东
1970年，广东省军事管制委员会、革命委员会向全省4000万人民发出号召：“奋战二、三年实现我省煤炭自给”。韶关地区进行夺煤会战，5万人上山挖煤。:451970年2月18日至24日，广东省革命委员会生产组召开全省小煤窑工作会议。交流经验，研究发展小煤窑。会上确定夺煤大会战生产目标，全省500万吨，其中国营煤矿358万吨，小煤窑142万吨。1970年5月11日至18日，广东省革委会在阳山县召开全省小煤窑生产建设现场会议，提出推广阳山县“穷棒子”精神，大办“小、土、简”的煤窑，会议号召全省学阳山、公社学小江、大队学船洞，夏收前再组织一次小煤窑大会战。11月，广东省革委会召开“小煤窑仁化现场会议”。广东省1970年生产原煤514.8万吨，较上年增长1.3倍，全省煤炭自给率达70%。:31-32
1975年1月，广东省革委会成立夺煤会战指挥部。12月，广东省委发出1976年继续夺煤会战的指示。:351978年9月7日，省革委会召开省夺煤会战指挥部办公会议。9月16至22日，省夺煤会战指挥部主持召开全省地、县煤炭生产紧急会议。会议中，梅县地区煤炭局等六个单位作经验介绍；检查1-8月份未完成生产任务的原因和存在的问题；提出大战一百天，完成生产任务。:39

## 评论
《人民日报》1980年社论：“山西煤炭蕴藏量占全国三分之一，煤的品种齐全，埋藏较浅，开采方便，投资节省，理应发挥山西煤炭的优势，把山西建成全国强大的煤炭供应基地。但是，这些年来，对山西煤炭的投资和所增生产能力比重不断下降。与此同时，却集中全国煤田地质勘探力量40%和几十亿元的投资，用于开发江南贫煤，硬要扭转北煤南运的局面，结果与主观愿望相反，浪费很大，收效甚微。”

## 扩展阅读
- 维基文库中的相關文獻：为扭转北煤南运而斗争
- 维基文库中的相關文獻：国务院批转全国煤矸石、石煤综合利用经验交流会议纪要